# Jordania na Mistrzostwach Świata w Lekkoatletyce 2013
Jordania na Mistrzostwach Świata w Lekkoatletyce 2013 – reprezentacja Jordanii podczas Mistrzostw Świata w Moskwie liczyła 1 zawodnika, który nie zdobył medalu.

## Występy reprezentantów Jordanii
| Konkurencja           | Zawodnik                | Eliminacje | Eliminacje | Finał    | Finał   |
| Konkurencja           | Zawodnik                | Rezultat   | Pozycja    | Rezultat | Pozycja |
| --------------------- | ----------------------- | ---------- | ---------- | -------- | ------- |
| Rzut dyskiem mężczyzn | Musab Ibrahim Al-Momani | 59,38 m    | 21.        | NQ       | NQ      |